# Ветра, Вия
Вия Ветра (латыш. Vija Vētra, род. 6 февраля 1923, Рига, Латвия) — латвийско-американская танцовщица, хореограф и актриса. Занималась в основном классическим индийским танцем, стала основательницей этого танцевального жанра в Латвии.

## Биография
Вия Ветра родилась в 1923 году в Риге. По её словам, в пять лет она увидела балет «Лебединое озеро» и в тот момент решила заниматься танцами. В 16 лет, Ветра поступила в Венский университет музыки и исполнительского искусства, где одной из её преподавательниц была известная австрийская танцовщица Розалия Хладек. Во время Второй мировой войны некоторое время жила[где?] в статусе военного беженца.
В 1948 году Ветра эмигрировала в Австралию и стала участницей балетной труппы Bodenwieser Ballet, которую возглавляла Гертруда Боденвизер — тоже эмигрантка из Европы. Позже, она начала самостоятельную карьеру: в 1951 году открыла танцевальную студию, выступала на телевидении.
Во время жизни в Австралии режиссёр попросил Ветру поставить танец для спектакля о жизни Будды. К тому моменту она никогда не изучала индийский танец, но интерес к нему существовал давно. В условиях отсутствия учителей индийской хореографии в Австралии Ветра изучала индийское искусство через книги, скульптуры и изображения. Большое значение для неё имела книга Indian Dancing лондонского хореографа Рама Гопала, которого она называла своим «гуру заочно». Позже Ветра получила возможность выступить с самим Гопалом и его труппой. Хотя Ветра была самоучкой, её исполнение оказалось настолько убедительным, что индийские зрители сочли танцовщицу уроженкой Индии. Вскоре её работой заинтересовалось индийское посольство, что привело к приглашению посетить Индию. Индийский классический танец постепенно занял важное место в репертуаре Ветры. Она строила свои выступления как синтез культур — начинала с индийских танцев, а затем переходила к современной хореографии собственного сочинения. Индийские дипломаты называли Ветру «мостом между Востоком и Западом».
Во время гастрольного тура по США и Канаде в 1964 году Ветра получила предложения преподавать и решила остаться в США. Она основала собственную студию в Нью-Йорке. С 1960-х годов Ветра активно гастролировала как исполнитель и хореограф. После восстановления независимости Латвии в 1990 году она смогла приезжать туда ежегодно для выступлений и преподавания. В 1999 году Ветра была удостоена высшей гражданской награды страны — ордена Трёх звёзд.
В 1966—1975 годах танцовщица снялась в четырнадцати эпизодах сериала «Соседство мистера Роджерса».
Ветра говорит на восьми языках — латышском, английском, немецком, итальянском, испанском, французском, греческом и русском. Она продолжала танцевать даже после того, как ей исполнилось 100 лет.

## Награды
- Орден Трёх звёзд (1999)[1];
- Премия Кабинета министров Латвии (2018).